# Luisa Neubauer

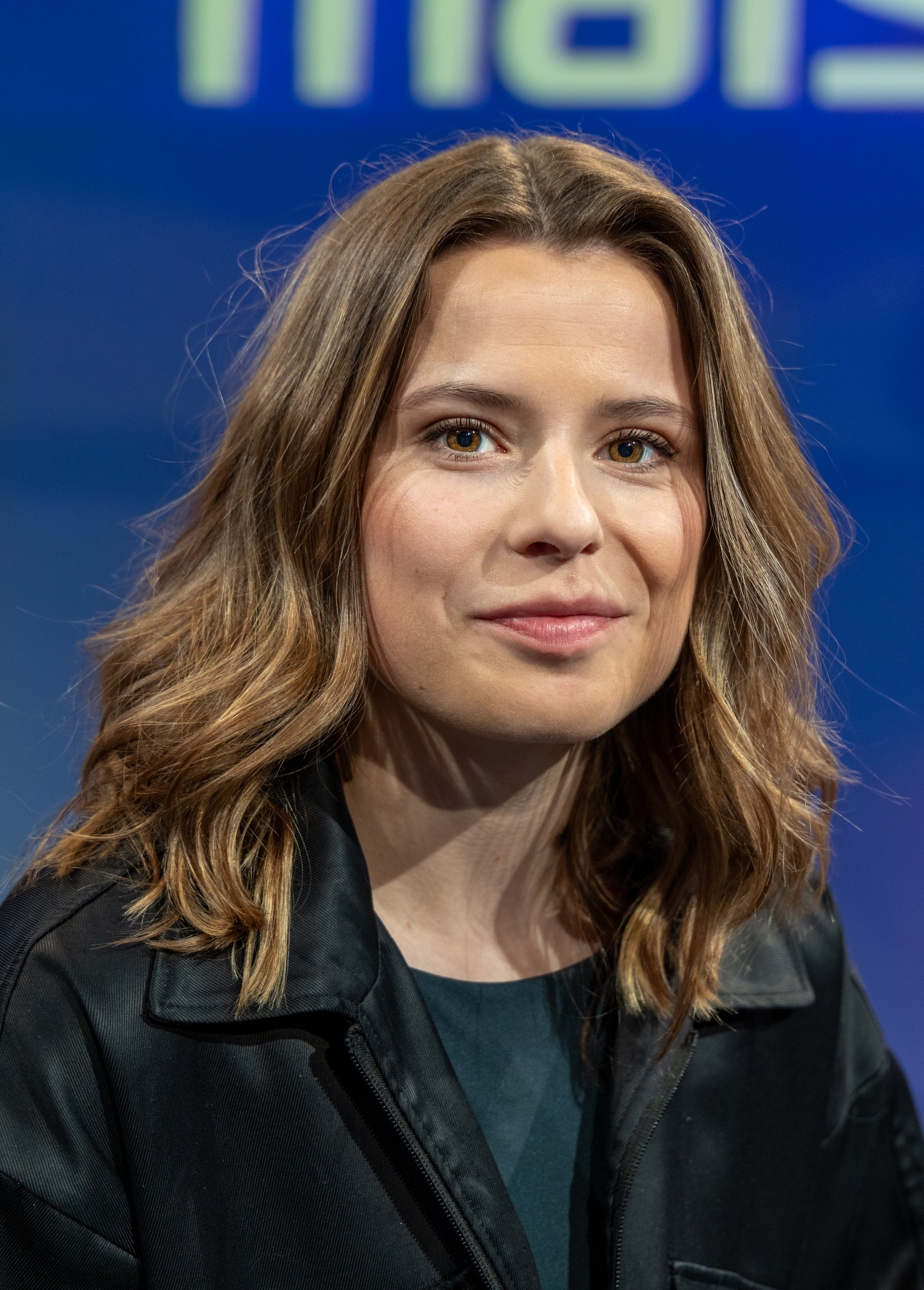
Luisa Neubauer, 2025

Luisa-Marie Neubauer (* 21. April 1996 in Hamburg) ist eine deutsche Klimaschutzaktivistin und Publizistin. In Deutschland ist sie eine der Hauptorganisatorinnen des von Greta Thunberg inspirierten Schulstreiks Fridays for Future („Klimastreik“). Sie tritt für eine Klimapolitik ein, die mit dem Übereinkommen von Paris vereinbar ist, und wirbt für einen Kohleausstieg Deutschlands bis 2030. Neubauer ist Mitglied von Bündnis 90/Die Grünen und engagiert sich in verschiedenen Nichtregierungsorganisationen.

## Leben
Neubauer wuchs in Hamburg-Iserbrook als jüngstes von vier Geschwistern auf.
Ihre Mutter, Frauke Neubauer (geborene Reemtsma), ist ausgebildete Krankenschwester und leitet ein Altenpflegeheim. Neubauers Vater leitete das Altenheim mit ihr gemeinsam bis zu seinem Tode im Jahr 2016. Ihre Mutter engagierte sich in der Anti-Atomkraft-Bewegung der 1980er Jahre und sensibilisierte Luisa Neubauer für das Klimaproblem. Ihre Großmutter Dagmar Reemtsma nannte Neubauer 2020 ihr großes Vorbild. Dagmar Reemtsma, deren Vater während der Zeit des Nationalsozialismus in einem Konzentrationslager ermordet wurde, war als Aktivistin für Umwelt, Frieden und globale Gerechtigkeit aktiv. Unter anderem trat sie seit den 1980er Jahren als Organisatorin von Demonstrationen gegen Kohle- und Atomkraftwerke auf und engagierte sich in der Umweltgruppe Elbvororte, die über Umweltgefahren informierte. Neubauers Cousine Carla Reemtsma nimmt bei Fridays for Future in Deutschland ebenfalls eine führende Stellung ein.
Neubauer wurde evangelisch getauft und konfirmiert, und ihr gesellschaftspolitisches Engagement begann in der Kirche. Als Schülerin nahm sie an einem Austauschprogramm in Namibia teil. 2014 legte sie ihr Abitur am Marion-Dönhoff-Gymnasium in Hamburg-Blankenese ab. Im Jahr danach arbeitete sie nach eigenen Angaben für ein Entwicklungshilfeprojekt in Tansania und auf einem Biobauernhof in England.
Im Wintersemester 2015 begann sie ein Studium der Geographie an der Georg-August-Universität Göttingen. Sie absolvierte ein Auslandssemester am University College London und erhielt ein Deutschlandstipendium sowie ein Stipendium der Grünen-nahen Heinrich-Böll-Stiftung. Im Sommersemester 2020 schloss sie dieses Studium mit dem Bachelor of Science ab. Anschließend begann sie den Masterstudiengang Geographie: Ressourcenanalyse und -management, ebenfalls in Göttingen.
Neubauers Partner ist der Fernsehmoderator und Schauspieler Louis Klamroth, der seit Januar 2023 die politische Fernsehsendung hart aber fair moderiert.
Ihr Bruder Lennard Neubauer ist Deutschland-Chef der Essens-Bestellplattform Lieferando.
Seit Juli 2025 ist Luisa Neubauer Kolumnistin beim deutschen Wirtschaftsmagazin Surplus und schreibt die Kolumne Heißzeit.

## Klimapolitisches Engagement
In der Öffentlichkeit ist Neubauer hauptsächlich als Klimaschutzaktivistin tätig und bekannt. Ihr diesbezügliches Engagement zeigt sich im Wirken für Nichtregierungsorganisationen, bei der Mitorganisation von Klimastreiks, in ihrer mit Kritik verbundenen Mitgliedschaft bei Bündnis 90/Die Grünen und in einer Vielzahl politischer Kontroversen, die sie mit Vertretern des politischen Establishments austrägt.

### Mitwirken in Nichtregierungsorganisationen
Seit 2016 ist sie Jugendbotschafterin der entwicklungspolitischen Nichtregierungsorganisation ONE. Zudem engagierte sie sich bereits für die Stiftung für die Rechte zukünftiger Generationen, die internationale Klimaschutzorganisation 350.org, die Right Livelihood Award Foundation, die Klimakampagne Fossil Free und die deutsche NGO Das Hunger Projekt.
Gemeinsam mit anderen Studierenden erreichte sie mit der Kampagne Divest! Zieht euer Geld ab!, dass die Universität Göttingen künftig nicht mehr in Industrien investiert, die mit Kohle, Öl oder Gas Geld verdienen.
2018 nahm sie als eine von vier deutschen Delegierten am Weltjugendgipfel Y7, einer Ergänzung des G7-Gipfeltreffens, in der kanadischen Hauptstadt Ottawa teil. Die Delegation initiierte im Oktober 2018 als Reaktion auf die geplanten Rodungen im Hambacher Forst einen offenen Brief an die Bundesregierung, in dem sie diese zur Verurteilung des Vorgehens des Energieerzeugers RWE im Hambacher Forst aufforderte und für Generationengerechtigkeit in der Klimapolitik plädierte. Der Brief wurde von 100 jungen Menschen wie den Aktivisten Ali Can und Felix Finkbeiner und der BUND-Jugendorganisation unterzeichnet.
Im Dezember 2018 war sie als Jugenddelegierte für die Deutsche Gesellschaft für die Vereinten Nationen beim Weltklimagipfel in Kattowitz und begegnete dort unter anderem der Initiatorin der Fridays for Future Greta Thunberg. Bei dem EU-Gipfel in Sibiu im Mai 2019 traf Neubauer zusammen mit anderen Klimaaktivisten Emmanuel Macron und acht weitere Staats- und Regierungschefs von EU-Ländern.
2021 beteiligte sie sich an der laufenden Kampagne Rewriting Extinction, die es sich zur Aufgabe gemacht hat, mit Hilfe von Comics Bewusstsein für die Klima- und Biodiversitätskrise zu schaffen. Sie arbeitete an der Comicgeschichte The Concrete Ceiling mit, die am 28. Oktober 2021 in dem Buch The Most Important Comic Book on Earth von Dorling Kindersley veröffentlicht wurde. Bei dem Projekt wirkten Aktivisten, Prominente und Künstler gleichermaßen mit, beispielsweise Jane Goodall, Cara Delevingne und War and Peas.

### Mitorganisation von Klimastreiks

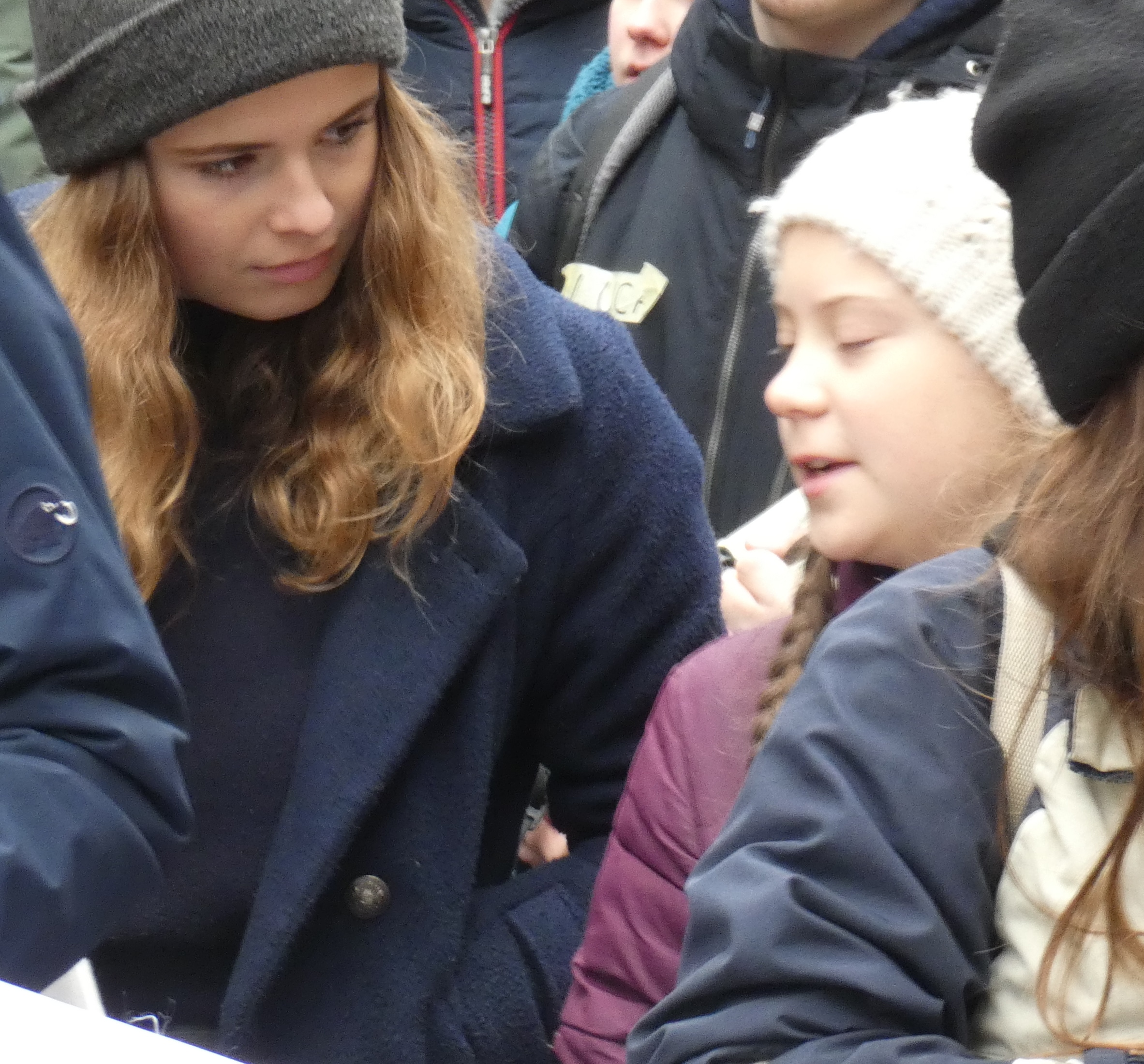
Neubauer (links) mit Greta Thunberg im März 2019 bei einer Demonstration von Fridays for Future in Hamburg

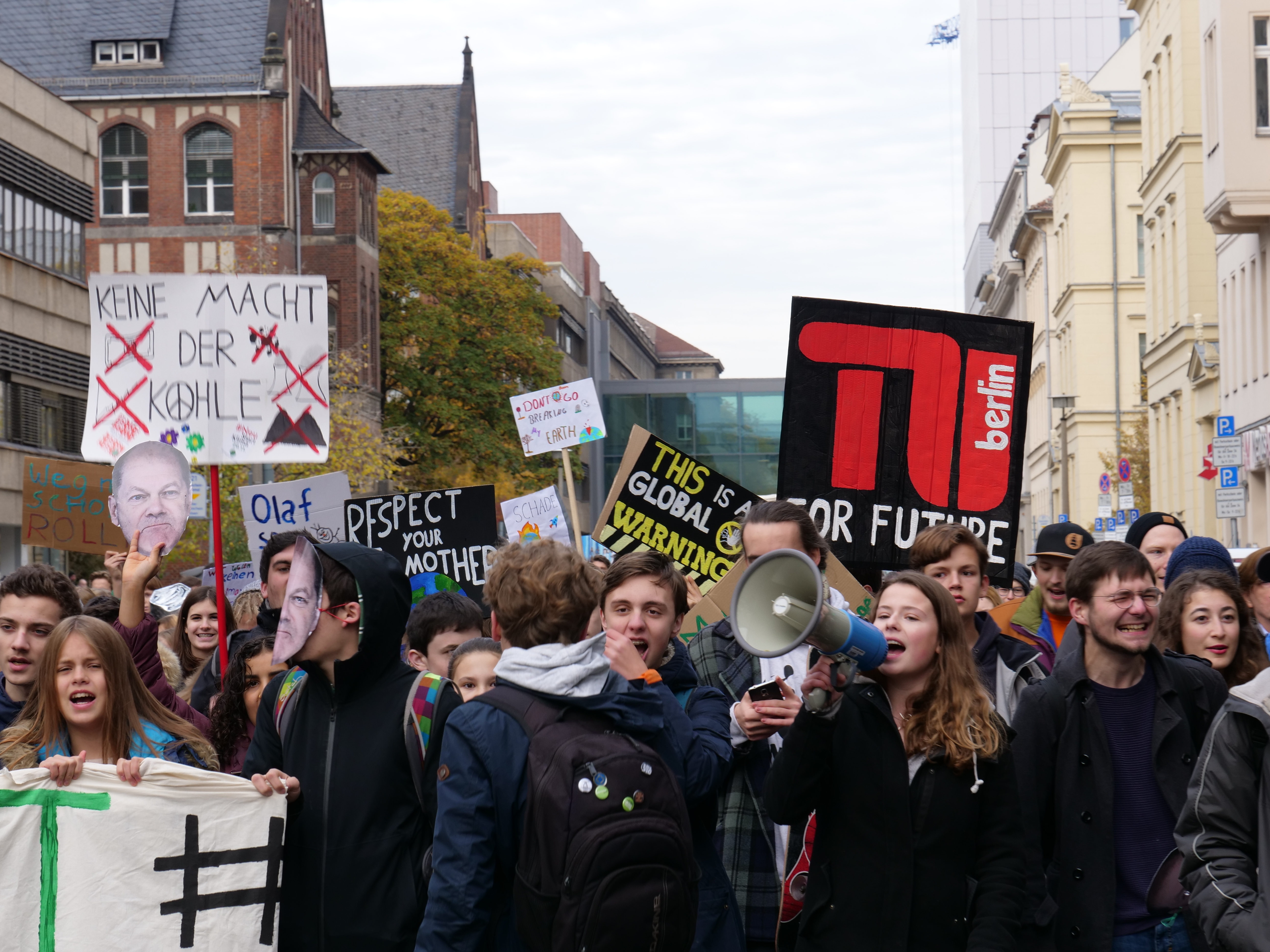
Neubauer beim Klimastreik in Berlin, November 2019

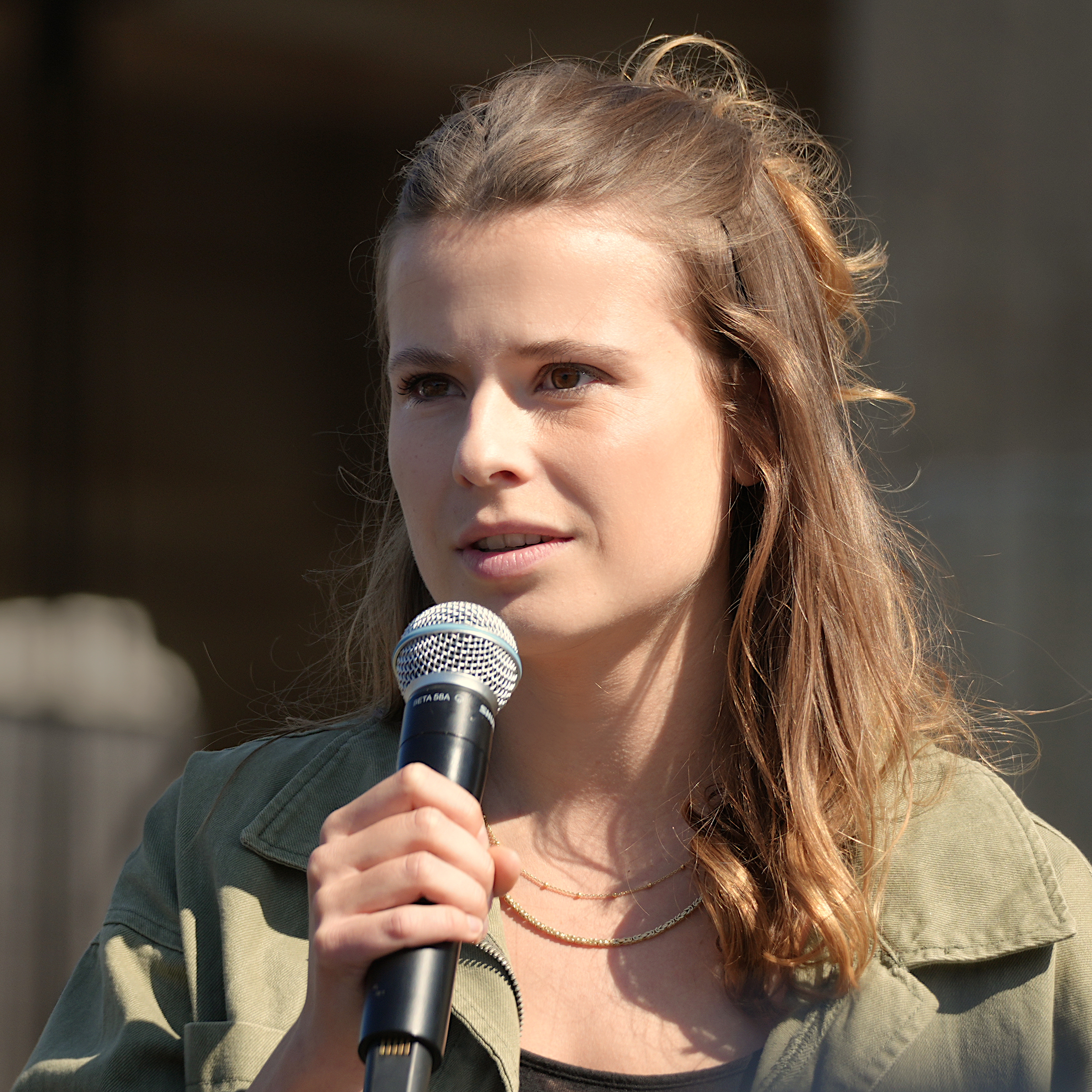
Luisa Neubauer spricht auf dem Fridays for Future Global Strike am 15. September 2023 in der Nähe des Brandenburger Tors, Berlin

Anfang 2019 wurde sie als eine der führenden Aktivisten der Fridays for Future in Deutschland bekannt. In vielen Medien gilt Luisa Neubauer als „das deutsche Gesicht“ bzw. als das Sprachrohr dieser Bewegung. Aufgrund ihrer Prominenz konnte sie die Ziele der Bewegung mitgestalten, und Fridays for Future Deutschland übernahm teilweise die von Neubauer geäußerten Ansichten, um Konflikte zu vermeiden.
Neubauer sagte 2019, die von den Schülern ausgehenden Streiks für eine wirksame Klimaschutzpolitik seien nicht das Ziel ihres Engagements. Wichtiger sei die Arbeit im Hintergrund: Gestaltung von Strukturen und Veranstaltungen sowie Führen von Grundsatzdebatten. Man schaffe etwas Neues: eine moderne politische Bewegung ohne detailliertes Programm und Mitgliedschaft. Im März 2019 gab es 250 Ortsgruppen in Deutschland.
Nachdem die Beteiligung von Siemens am Bau des Steinkohlebergwerks Carmichael der Adani Group kritisiert worden war, traf sich Joe Kaeser am 10. Januar 2020 mit Aktivisten von Fridays for Future und bot dabei Luisa Neubauer einen Aufsichtsratsposten bei Siemens Energy an. Auf die Frage, ob es der Aufsichtsrat oder ein anderes Gremium sei, antwortete Kaeser, dass Neubauer dies selbst entscheiden könne. Neubauer lehnte das Angebot mit der Begründung ab, dass sie dann den Interessen des Unternehmens verpflichtet wäre und Siemens nicht mehr unabhängig kommentieren könnte. Ihren Vorschlag, den Aufsichtsratsposten stattdessen mit einem Vertreter von Scientists for Future zu besetzen, lehnte Kaeser ab; er sagte, Siemens habe bereits genügend Experten und Wissenschaftler. Kaeser bestritt später, Neubauer einen Aufsichtsratsposten angeboten zu haben, dem widersprach Fridays for Future wiederum. Laut Kaeser entstand dieser Eindruck, weil er auf die Nachfrage eines Journalisten, ob er Neubauer einen Sitz in einem Kontrollgremium oder ein Aufsichtsratsmandat angeboten habe, gesagt habe, das könne sie sich aussuchen.

### Mitglied und Kritikerin der Grünen
Neubauer ist seit 2017 Mitglied von Bündnis 90/Die Grünen und der Grünen Jugend, nach eigenem Bekunden 2019 jedoch nicht aktiv. Fridays for Future mache sich generell mit keiner Partei gemein.
Auf dem Grundsatzkonvent von Bündnis 90/Die Grünen am 29. März 2019 hielt Neubauer eine Rede, in der sie ein Emissionsbudget für Deutschland forderte. Neubauer sagte im April 2019 in einem taz-Interview, es gebe speziell bei den Grünen ein massives Aufklärungsversagen. Es bräuchte Ehrlichkeit im Bezug auf anstehende Veränderungen für Gesellschaft und Wirtschaft und die Überwindung des Paradigmas „Klimaschutz gefährdet Wohlstand“. Man traue sich nicht, Klartext zu reden, weil radikale Maßnahmen notwendig seien und das unbequem für alle werde. Ihre Ansprache auf dem Parteitag der Grünen am 16. Oktober 2022 wurde vom Seminar für Allgemeine Rhetorik der Universität Tübingen im Dezember 2022 als „Rede des Jahres 2022“ ausgezeichnet.

### Verfassungsbeschwerde vor dem Bundesverfassungsgericht
Im Januar 2020 reichte Neubauer mit anderen Klimaaktivisten und Umweltverbänden Verfassungsbeschwerde vor dem Bundesverfassungsgericht ein, die das Bundes-Klimaschutzgesetz (KSG) zum Gegenstand hatte. Das Bundesverfassungsgericht erklärte mit Beschluss vom 24. März 2021 § 3 Abs. 1 Satz 2 und § 4 Abs. 1 Satz 3 KSG in Verbindung mit Anlage 2 (Zulässige Jahresemissionsmengen) mit den Grundrechten für unvereinbar. Die Verfassungsbeschwerde war somit in Teilen erfolgreich.

### Positionen und Kontroversen

#### Kritik an klimapolitischen Entscheidungen der deutschen Bundesregierung
Neubauer äußerte sich mehrfach skeptisch zu den Aktivitäten der Großen Koalition unter Angela Merkel, das Klimaziel von 1,5 Grad Erderwärmung zu erreichen. In einem Spiegel-Streitgespräch mit dem damaligen Minister für Wirtschaft und Energie Peter Altmaier beklagte Neubauer im März 2019, das zur Erreichung des 1,5-Grad-Ziels noch zulässige deutsche Gesamtbudget an CO2-Emissionen werde unter den gegebenen Voraussetzungen bereits vor 2030 erschöpft. Als Altmeier ihre Forderung nach zeitnaher Abschaltung der Kohlekraftwerke mit der Ablehnung von Lösungen im „Hauruckverfahren“ begegnete, die zu massiven Arbeitsplatzverlusten führen könnten und für „Handwerker und Mittelständler“ zu Energiepreissteigerungen, die ihre Konkurrenzfähigkeit beeinträchtigten, verwies Neubauer darauf, dass man bereits 20 Jahre zuvor global mit moderaten jährlichen Emissionseinsparungen hätte beginnen sollen und damit aktuell im Plan wäre. Nun müsse man statt 4 Prozent jährlich 18 Prozent einsparen. Man rase mit enormer Geschwindigkeit auf irreparable ökologische Schäden zu.
Nach einem Treffen mit der damaligen Bundeskanzlerin Merkel im August 2020, die Greta Thunberg und Neubauer zu einem eineinhalbstündigen Gespräch empfangen hatte, äußerte Neubauer die Erwartung, dass Merkel als amtierende Inhaberin der EU-Ratspräsidentschaft auch auf europäischer Ebene klimapolitische Anstöße geben solle: „Nägel mit Köpfen machen und sich festlegen und im Zweifel eben ungewöhnliche Wege gehen und unbequeme Entscheidungen fällen.“ Im Vorfeld der Bundestagswahl 2021 kritisierte Neubauer Merkel dafür, dass sie für die Klimawende nie ein ernsthaftes politisches Risiko eingegangen sei, um Deutschland merklich in Richtung einer „klimagerechten Demokratie“ zu bewegen.
Neubauer organisierte in Berlin eine Demonstration für den 25. Januar 2019, bei der sich zeitgleich zur Tagung der Kohlekommission mehrere tausend Teilnehmer vor dem Bundeswirtschaftsministerium und dem Bundeskanzleramt versammelten. Am Tag der Demonstration traf sie sich zusammen mit zwei anderen Vertretern der Bewegung mit Bundeswirtschaftsminister Peter Altmaier und übergab der Kommission einen offenen Brief, der unter anderem einen schnelleren Kohleausstieg forderte. Neubauer sagte dem Wirtschaftsminister, er sei ein Teil des Problems, weil er für die Industrie agiere und nicht für die Menschen oder die Erde.
Sie kritisierte die auch von der Regierung Scholz zugelassene Räumung Lützeraths Anfang 2023 zur Erweiterung des Tagebau Garzweiler. Die unter Lützerath liegende Kohle mache es, wenn sie verbrannt werde, praktisch unmöglich, „unsere Klimaziele einzuhalten.“ Im Februar 2023 kritisierte Neubauer, kein anderer Minister in Deutschland torpediere seine Klimaziele so wie Bundesverkehrsminister Volker Wissing. Der Expertenrat für Klimafragen habe im vergangenen Jahr keine Möglichkeit gesehen, den Klimaschutz im Verkehr überhaupt zu bewerten – „denn es gab ihn praktisch nicht.“ Laut Klimaschutzgesetz müssten die Emissionen im Verkehr 14-mal schneller sinken als bisher, wofür Wissing aber kein Konzept habe.
Ende November 2023 sagte Neubauer, man sei „in einem Kulturkampf am Ende der fossilen Ära“, und sprach von „fossilen Zyniker[n], ob in der Politik, in der Gesellschaft oder in der Wirtschaft, die Klimaziele boykottieren, die Angst vor Wärmepumpen statt vor Klimakrisen verbreiten, die mit jedem Schnitzel einen Freiheitskampf führen“.

#### Wiederholte Betonung der Dringlichkeit des Klimaschutzes

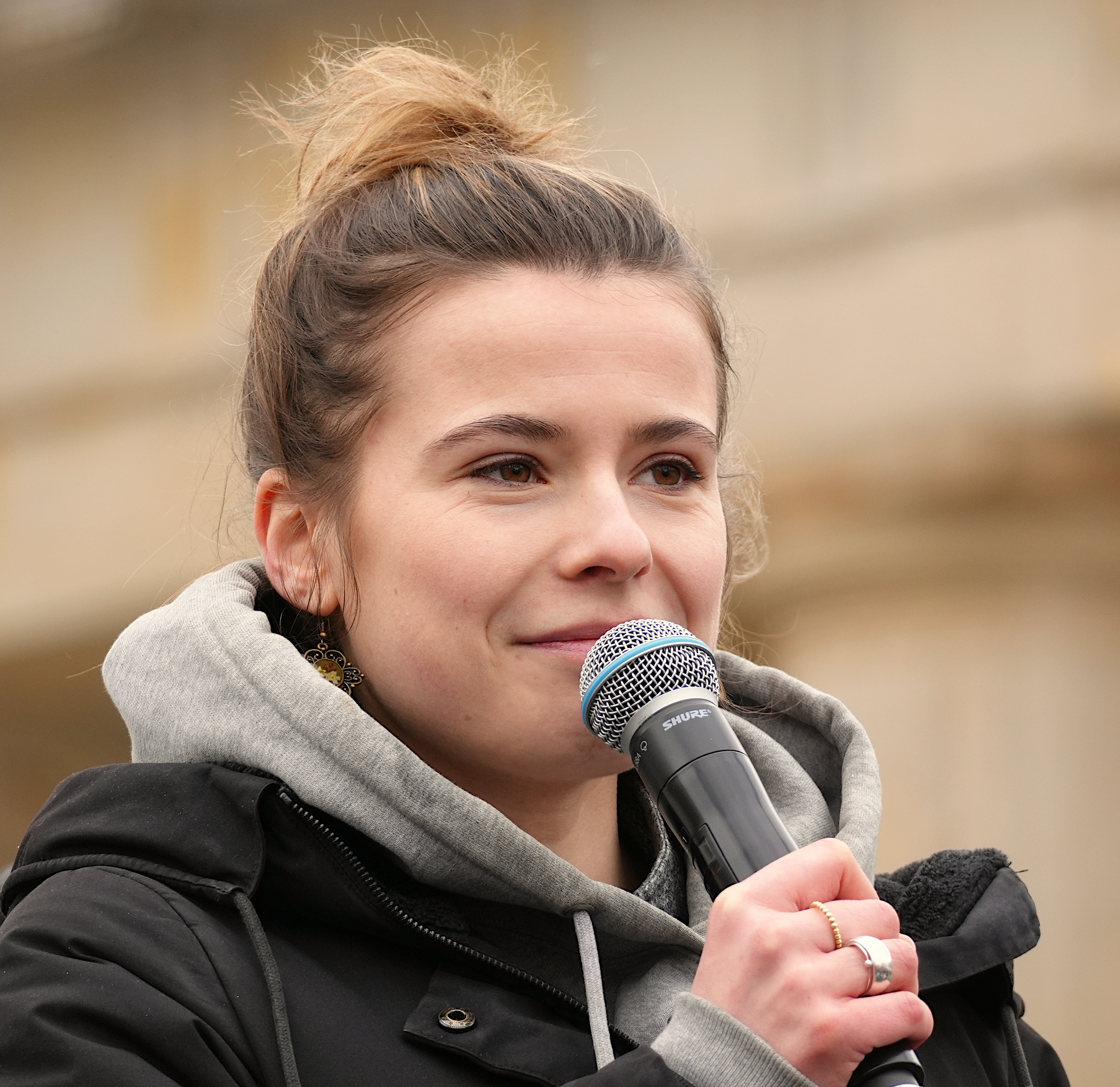
Luisa Neubauer nach ihrer Rede auf der Klimaschutz-Demonstration in Berlin am 14. Februar 2025

Luisa Neubauer betonte wiederholt die Dringlichkeit angemessenen Handelns in der Klimakrise und betont die Sonderstellung der Klimakrise als ein alle Lebensbereiche berührendes Problem. Als Gastautorin des WWF-Blogs beschrieb sie im Januar 2019 ihre Generation als „unfreiwillige Passagiere eines Autos, das auf den Abgrund zusteuert“. Ihre Generation sei diejenige, die mehr als alle anderen mit den Folgen der globalen Erwärmung werde leben müssen, und zugleich die letzte, die noch in der Lage sei, die schlimmsten Auswirkungen der Klimakrise abzuwenden. Sie kritisierte, dass Entscheidungsträger in Politik und Wirtschaft keine ausreichenden Maßnahmen zur Bekämpfung der Klimakrise ergriffen. Eine stabile Demokratie und eine gute Wirtschaft bedürften eines stabilen Planeten. Gemessen an den Pariser Klimazielen und den wissenschaftlichen Erkenntnissen werde deutlich zu langsam gehandelt; der Preis dafür sei eine eskalierende Klimakrise. Nichts werde mehr Freiheit beschränken als die Klimakrise. Je langsamer der Klimaschutz umgesetzt werde, desto größer seien die Zerstörungen durch die globale Erwärmung, und desto größer würden am Schluss die Freiheitsbeschränkungen.
In einem Doppelinterview der Wochenzeitung Zeit, das Neubauer im Oktober 2021 mit dem Physik-Nobelpreisträger Klaus Hasselmann zusammenführte, teilte sie dessen Optimismus nicht, dass noch genügend Zeit bleibe, die Probleme der globalen Erwärmung mittels eines leicht zu realisierenden Umstiegs von fossilen auf regenerative Energien zu lösen. Neubauer wendete ein, dass erneuerbare Energien zwar bereits seit über 20 Jahren auf dem Markt seien, aber trotz ihrer Rentabilität blockiert würden, wenn sie politisch unbequem seien. Es gehe, so Neubauers These, bei dem Ausstieg aus fossilen Brennstoffen wie Kohle, Öl und Gas im Kern um Lobby- und Machtfragen und um Fragen des politischen Willens.

#### Sozialverträglichkeit des Klimaschutzes
Zur Frage, wie gerecht eine Form von Klimaschutz sei, bei dem es einen wirklichen sozialen Ausgleich für steigende Kosten bei Wohnungsbeheizung und Kraftstoffen für Verbrennerautos durch gestiegene CO2-Preise nicht gebe, äußerte Neubauer 2021, dass Fridays for Future eine Bewegung für Klimagerechtigkeit sei, man also auch sozial gerechten Klimaschutz verlange. Doch gelte es, bei dieser Debatte zu beachten, dass politische Stimmen, die nie Klimaschutz befürwortet hätten, jetzt soziale Ungleichheit als Ausrede für Untätigkeit benutzten.

#### Verkehrspolitik
Mitte 2019 äußerte Neubauer, dass für den besseren Klimaschutz unter der Bedingung des Ausbaus des Eisenbahnsystems ein Verbot innerdeutscher Flüge denkbar sei.
Anfang 2023 kritisierte sie, Deutschland sei voll mit Autobahnen und brauche eine Kehrtwende. Dem Argument, dass laut einer Umfrage 54 Prozent der Menschen für einen schnelleren Autobahnbau seien, hält Neubauer entgegen, dass das der Erzählung deutscher Politiker seit Jahrzehnten entspreche, dass mehr Autobahnen auch mehr Wohlstand bedeuteten. Heute wisse man, dass der Autobahnausbau in Deutschland keine Antwort auf die Klima- und Mobilitätsfrage sei. Sie befürwortet ein Tempolimit. Das sei gemäß neuerer Studienlage laut Umweltbundesamt viel effizienter als noch bei den Koalitionsverhandlungen der Ampelkoalition nach der Bundestagswahl 2021 angenommen.

#### Kontroverse um Neubauers ökologischen Fußabdruck
Medial rezipiert wurden Flugreisen, die Neubauer in der Vergangenheit unternommen hat: Jan Fleischhauer erwähnte sie in einer Kolumne zusammen mit Katharina Schulze, der Vorsitzenden der Fraktion der Grünen im Bayerischen Landtag, und warf ihr Inkonsequenz vor, wie sie für ihr Milieu typisch sei. Inkonsequenz monierte auch der FAZ-Journalist Philip Plickert; sie bestand ihm zufolge darin, dass Neubauer als Klimaaktivistin auftrete und „aufrüttelnde Reden auf Grünen-Parteitreffen und bei Schülerdemos“ halte, doch gleichzeitig einen „mehrfach größeren CO2-Fußabdruck als der Durchschnittsbürger“ gehabt habe. Auf Instagram habe sie Fotos veröffentlicht, die eine „stattliche Zahl von Fernreisen nach Amerika, Asien und Afrika“ dokumentierten.
Politische Gegner Neubauers nahmen das unter dem Hashtag #langstreckenluisa zum Anlass für hämische Kommentare auf Twitter. Birgit Schmid konstatierte in der Neuen Zürcher Zeitung einen Shitstorm auf jugendliche Protagonistinnen der Klimabewegung: Vor allem den „Klima-Mädchen“ schlage im Internet Empörung und Wut, meistens durch Männer, entgegen.
Neubauer äußerte, die Kritik an ihrem persönlichen Verhalten lenke von größeren Problemen auf „strukturell-politischer Ebene“ ab. Es drücke sich darin ein Generationenkonflikt und eine Machtfrage aus, die privates ökologisches Verhalten gegen größere politische Fragen wie Kohleenergie und Flugreisen stelle. Sie selbst ernähre sich weitgehend vegan, fliege inzwischen seltener als früher und kompensiere ihre Flüge. Zwei ihrer Geschwister, die in London leben, besuche sie mittlerweile mit dem Zug.

#### Ukraine-Krieg und Regierungshandeln in Deutschland
In einem Beitrag für die Wochenzeitung Die Zeit im Juni 2022 zeigte sich Neubauer enttäuscht vom Regierungshandeln der Ampel-Koalition angesichts des russischen Angriffskriegs auf die Ukraine. Zwar sei Christian Lindners Äußerung drei Tage nach Kriegsbeginn über erneuerbare Energien als „Freiheitsenergien“ für die Klimabewegung zunächst Ansporn gewesen. Doch sei die positive Stimmung für ein Embargo fossiler Energien infolge zahlreicher Interventionen von Industrievertretern ab Ende März 2022 nachhaltig gekippt. Statt einer „Erneuerbaren-Revolution“ lande man bei einer fossilen Expansion und mache mit nichtrussischen Autokraten wie Katar Deals. Statt eines autofreien Sonntags sei ein „Milliarden-Tankrabatt“ beschlossen worden. Dass trotz der mitregierenden Grünen sogar Ölbohrungen in der Nordsee in Betracht kommen, überraschte Neubauer nach eigenen Angaben nicht. Mit den Plänen für bis zu zwölf neue LNG-Terminals könnte laut Neubauer durch die darüber laufenden Gasimporte das gesamte CO2-Restbudget Deutschlands aufgebraucht werden. Sie räumte die Notwendigkeit von Zusatzmengen an fossilen Energien ein, um kurzfristige Versorgungslücken zu kompensieren, diese Mengen sollten jedoch durch einen vorgezogenen Kohleausstieg wieder eingespart werden. Zudem wandte sie sich gegen langfristige Verträge mit der Folge neuer Abhängigkeiten. Für den Klimaschutz müsse man erneut auf die Straße gehen. Die Regierungsbeteiligung der Grünen biete immerhin den einen Vorteil, dass sich diese von Protesten beeinflussen ließen.

#### Klimagerechte Lenkung der Finanzströme
In einem von Neubauer gemeinsam mit der ugandischen Klimaschutzaktivistin Vanessa Nakate im April 2023 für Die Zeit verfassten Beitrag fordern die Autorinnen, die Geldflüsse in Richtung Kohle, Öl und Gas zu stoppen. Die Weltbank habe seit 2015 privates und öffentliches Kapital von etwa 15 Milliarden US-Dollar für den Ausbau fossiler Energien mobilisiert. Mit dem Ende der fossilen Förderung sei aber gerade dort zu beginnen, wo im Namen der Vereinten Nationen Kapital verwaltet wird. Kredite würden besonders zur Emissionssenkung gebraucht und um Länder gegen die Folgen der globalen Erwärmung zu wappnen. Neubauer und Nakate verweisen auf Schätzungen einer UN-Studie aus dem Jahr 2021, wonach bis 2050 weltweit Klima-Investitionen von 125 Billionen US-Dollar nötig seien, um die Ziele des Pariser Klimaabkommens zu erreichen. Die Verfasserinnen unterstützen die „Bridgetown-Initiative“ der Premierministerin von Barbados Mia Mottley, die fordert, Investitionen künftig besonders in von der Klimakrise bedrohte Länder zu lenken, beispielsweise mit der Vergabe fairer Notfallkredite nach großen Unwettern und mit günstigeren Investitionsbedingungen für Klimaschutzprojekte in Schwellen- und Entwicklungsländern. Dafür sollte auf finanzielle Rücklagen des Internationalen Währungsfonds zurückgegriffen werden. Zudem sollten die Einnahmen aus einer weltweiten Steuer auf fossile Brennstoffe an den Brennpunkten der von der Klimakrise verursachten Zerstörung eingesetzt werden.

#### Einladung von Papst Franziskus zur Vorstellung vonLaudate Deum
Auf Einladung von Papst Franziskus war Neubauer im Oktober 2023 in Rom, wo sie gemeinsam mit anderen Gästen das Apostolische Schreiben Laudate Deum vorstellte und einen Redebeitrag einbrachte. In der Schrift spricht Franziskus sich gegen die Klimawandelleugnung und für ein wirksames Handeln in der Klimakrise aus. Zur Bewegung Fridays for Future hatte der Papst am selben Tag gesagt: „The future belongs to diese junge Leute.“

#### Distanzierung von antisemitischen Posts auf internationalen FFF-Kanälen / Gaza-Krieg seit 2023
Im Namen von Fridays for Future Deutschland distanzierte sich Neubauer Ende Oktober 2023 von antisemitischen Äußerungen auf internationalen Accounts der Klimabewegung. Sie sagte: „Unsere volle Solidarität gilt den Jüdinnen und Juden weltweit, und wir verurteilen scharf den Terror der Hamas“. Das Existenzrecht Israels, so FFF Deutschland, sei „nicht verhandelbar“. Es sei alarmierend, zu erleben, so Neubauer, „wie eben diese Netzwerke insbesondere in den letzten Tagen von Wenigen missbraucht wurden“. Sie setze sich „persönlich dafür ein, dass wir globale Prozesse aussetzen, bis wir sicher sein können, dass eine einzelne Gruppe nicht länger globale FFF-Accounts für Desinformation und Hass nutzen kann.“ Am 22. Oktober 2023 hatte Neubauer neben Politikern, Religionsvertretern und dem israelischen Botschafter für Deutschland vor dem Brandenburger Tor in Berlin auf einer Kundgebung für Solidarität mit Israel und für das Gedenken an die israelischen Opfer des Hamas-Terrors gesprochen; einen Auszug ihrer Rede postete sie am 27. Oktober.
Dem Zeitmagazin sagte Neubauer am 30. Oktober 2023, es enttäusche sie, dass „Greta Thunberg bisher nichts Konkretes zu den jüdischen Opfern des Massakers vom 7. Oktober gesagt“ habe. Zu den Posts des internationalen Accounts äußerte sie, wenn jemand schreibe, dass die Medien Menschen manipulierten, damit sie auf der Seite Israels stünden, dann brauche sie „keinen Experten, um die antisemitischen Narrative darin zu sehen“. Palästinenser, so Neubauer, würden „in weiten Teilen des internationalen Diskurses als Indigene gelesen werden“, und Indigene stünden beim Thema Klimagerechtigkeit „im Zentrum vieler Kämpfe“. Man lande jedoch bei „fürchterlichen Annahmen“, wenn man „auf der Suche nach dem größten Leid Leidenshierarchie“ aufmache. Man sehe gerade, dass „selbst die Intersektionalität an Grenzen kommen“ könne. Zudem habe sie unterschätzt – und es sei „hart“, das zu realisieren –, wie wenig belastbar die transnationalen Übereinkommen von Fridays for Future gewesen seien, so etwa, dass man sich „jeglicher Diskriminierung“ entgegenstelle und das Antisemitismus einschließe. Es sei „offensichtlich, dass gerade einiges zerbricht“. Die deutschen FFF-Aktivisten müssten nun klären, „mit wem wir noch eine Arbeitsgrundlage auf Basis gemeinsamer Werte finden, und wo die sein könnte“. Eine Namensänderung löse das eigentliche Problem nicht. Auch an Schulen und in der Öffentlichkeit finde Antisemitismus-Aufklärung nicht ausreichend statt.
Im Frühjahr 2025 gehörte sie zu den über 60 prominenten Unterzeichnern eines offenen Briefs an die Bundesregierung, in dem die deutsche Nahost-Politik kritisiert und gefordert wird, Rüstungsexporte nach Israel zu prüfen und auszusetzen und sich für eine Waffenruhe und ungehinderte humanitäre Hilfe im Gazastreifen einzusetzen. In dem u. a. von Amnesty International publizierten Text sprach der Autor, ein Überlebender des Anschlags in Hanau 2020, den von der Hamas gefangenen Geiseln und Angehörigen Solidarität und Mitgefühl aus, kritisierte jedoch, dass die israelische Antwort auf die „Kriegsverbrechen des 7. Oktober 2023 durch die Hamas“ nicht „als Rechtfertigung für eine Kriegsführung“ benutzt werden dürfe, die internationale Völkerrechtler kritisieren würden. Angesichts seiner Geschichte habe Deutschland „besondere Verantwortung für die Einhaltung des Völkerrechts, den Schutz der Menschenrechte sowie den Kampf gegen Antisemitismus und Rassismus“.

#### Klimabewegung und Zivilgesellschaft
In einem Tagesspiegel-Interview vom 18. Februar 2024 auf die Massenproteste gegen Rechtsextremismus angesprochen wie auch auf die von Bauern, Lokführern und Ärzten – „nur für das Klima protestiert niemand mehr“ –, betonte Neubauer, dass das nicht getrennt zu betrachten sei: „Auf welcher Grundlage wollen wir Klimaschutz umsetzen? Doch wohl auf Grundlage einer intakten Demokratie.“ Werde diese angegriffen, müsse man sich wehren, andernfalls erledige sich auch das Klimaschutzanliegen, für das die Zustimmung weiterhin hoch sei. „Zivilgesellschaft fällt nicht vom Himmel.“ Unter anderen Fridays for Future habe über die Jahre Netzwerke geschaffen, „die solche Demos möglich machen.“ Als jüngstes Beispiel verweist Neubauer auf die Allianz mit der Gewerkschaft Verdi, mit der man gemeinsam für Klimaschutz im Verkehr sowie für bessere Bus- und Bahnanbindungen kämpfe. „Wir bauen Brücken, überwinden Gräben.“ Längst gebe es neue Fragen, die sowohl das Klima als auch die Gesellschaft beträfen: „Haben wir für Klimaschutz genug Fachkräfte? Nein, also haben wir angefangen, in Solarcamps Menschen für die Energiewende auszubilden.“
Bei Protesten unter dem Motto Wir sind die Brandmauer prägte der Spruch „Demokratie hat man nicht. Demokratie lebt man.“ ihre Reden. Sie motivierte die Menschen, sich vor dem Hintergrund des Erstarkens der Alternative für Deutschland dem gesellschaftlichen Rechtsruck entgegenzustellen. Sie betonte, dass die Demonstrationen nicht nur die Forderung an die Politik beinhalteten, entschiedener gegen rechtsextreme Entwicklungen vorzugehen, sondern auch Ausdruck einer persönlichen Bereitschaft seien, Gespräche zu führen und Haltung zu zeigen.

### Stellungnahmen zu weiteren politischen Themen

#### Engagement für Zero-Covid-Strategie
Im Januar 2021 bekannte sich Neubauer als Erstunterzeichnerin zu einer Zero-Covid-Politik, die beabsichtigte, SARS-CoV-2-Infektionen in Europa mit strikten Maßnahmen weitestmöglich zu unterbinden.

#### Kontroverse mit Armin Laschet über Hans-Georg Maaßen
Am 9. Mai 2021, vor der Bundestagswahl am 26. September 2021, warf Neubauer in einer Talkrunde bei Anne Will dem Kanzlerkandidaten der Unionsparteien Armin Laschet unter anderem vor, sich der Aufstellung des ehemaligen Präsidenten des Bundesamtes für Verfassungsschutz Hans-Georg Maaßen als Direktkandidat für den Bundestag nicht energisch genug widersetzt zu haben. Maaßen verbreite rassistische und antisemitische Inhalte, indem er Beiträge antisemitischer Blogs teile. Von Laschet aufgefordert, Belege für die seines Erachtens unzutreffenden Antisemitismus-Vorwürfe gegen Maaßen zu erbringen, ließ sich Neubauer im Studio dazu nicht weiter ein. Das Redaktionsteam der Sendung kündigte an, die Vorwürfe zu überprüfen. Maaßen selbst bezeichnete sie anderntags als halt- und beleglos und sprach von einer „Verrohung des politischen Diskurses“. Der Antisemitismusbeauftragte Felix Klein kritisierte Neubauer und warnte in dem Zusammenhang davor, pauschale Antisemitismusvorwürfe ohne Beweise zu verbreiten; diese erforderten „klare und eindeutige Belege“ – wer anderen Antisemitismus vorwerfe, müsse sich „seiner Verantwortung für die deutsche Geschichte bewusst sein“. Stephan J. Kramer, Präsident des Amtes für Verfassungsschutz Thüringen, erkannte nach der Analyse von Publikationen Maaßens und dessen Verwendung bestimmter Begriffe „klassische antisemitische Stereotype“; der Rechtsextremismusforscher Matthias Quent sagte nach einer Textanalyse, Maaßen bewege sich „in der ideengeschichtlichen Tradition antisemitischer Weltbilder“.

## Anfeindungen gegen Neubauer
Im Januar 2020 wurde Neubauer vom Schriftsteller Akif Pirinçci auf Facebook sexistisch beleidigt, wofür jener vom Landgericht Frankfurt am Main zu einer Entschädigungszahlung in Höhe von 6.000 Euro verurteilt wurde. Da Pirinçci nicht zahlte, ließ Luisa Neubauer das Konto von Pirinçci um ca. 10.000 Euro pfänden (6.000 Euro Entschädigungszahlung plus Verfahrenskosten). Die Entschädigungszahlung spendete Neubauer an die Betroffenenorganisation HateAid, die Neubauer bei mehr als 50 Strafanzeigen unterstützt hatte. Das in derselben Angelegenheit verhängte Urteil des Landgerichts Bonn gegen Pirinçci zu einer Freiheitsstrafe von vier Monaten, die zu einer dreijährigen Bewährungszeit ausgesetzt wurde, ist aufgrund einer von ihm eingelegten Berufung nicht rechtskräftig.
Online geäußerten Hass zu ignorieren, funktioniert laut Neubauer nicht für Menschen, die auf die Interaktion mit anderen Wert legen. Der Hass halle nach, auch wenn man das Handy beiseite tue. Onlinehass sei zudem nicht ein Problem des Internets, sondern eines von Leuten, die diesen auch teils auf der Straße auslebten. „Ohne Menschen, die auf meine Sicherheit achten, kann ich zu keiner Veranstaltung mehr gehen.“ Sie habe Stalker, mit denen es ohne Sicherheitsvorkehrungen bestimmt zu Handgreiflichkeiten käme.
Ihren Aktivismus mache die persönliche Bedrohungslage mit den ständigen Sicherheitsmaßnahmen viel aufwendiger und anstrengender als die Belastung durch eine klimafeindliche Politik, erklärte Neubauer in einem Gespräch mit dem Tagesspiegel vom 18. Februar 2024. Sie betrachte die Morddrohungen, das Stalking und die Vergewaltigungsfantasien in Postfächern nicht lediglich als ihre Privatsache. Eine intakte Zivilgesellschaft werde allgemein als ein Rückgrat der Demokratie angesehen. Deshalb könne es kein Privatproblem sein, wenn Teile der Zivilgesellschaft durch die Angst vor Hass und Gewalt an ihrer Arbeit gehindert würden. Dabei komme der Sprache eine besondere Rolle zu: „Jedes Mal, wenn ein Politiker vor der Kamera Klimaaktivisten diffamiert, multipliziert das den Hass auf mich und erhöht die Bedrohungslage für alle Klimaaktivisten. Ich kann geschützt werden, viele andere können das nicht. Hass und Bedrohungen sind kein Privatproblem, sondern ein gesellschaftlicher Missstand.“

## Publizistisches Wirken

### Bucherscheinungen

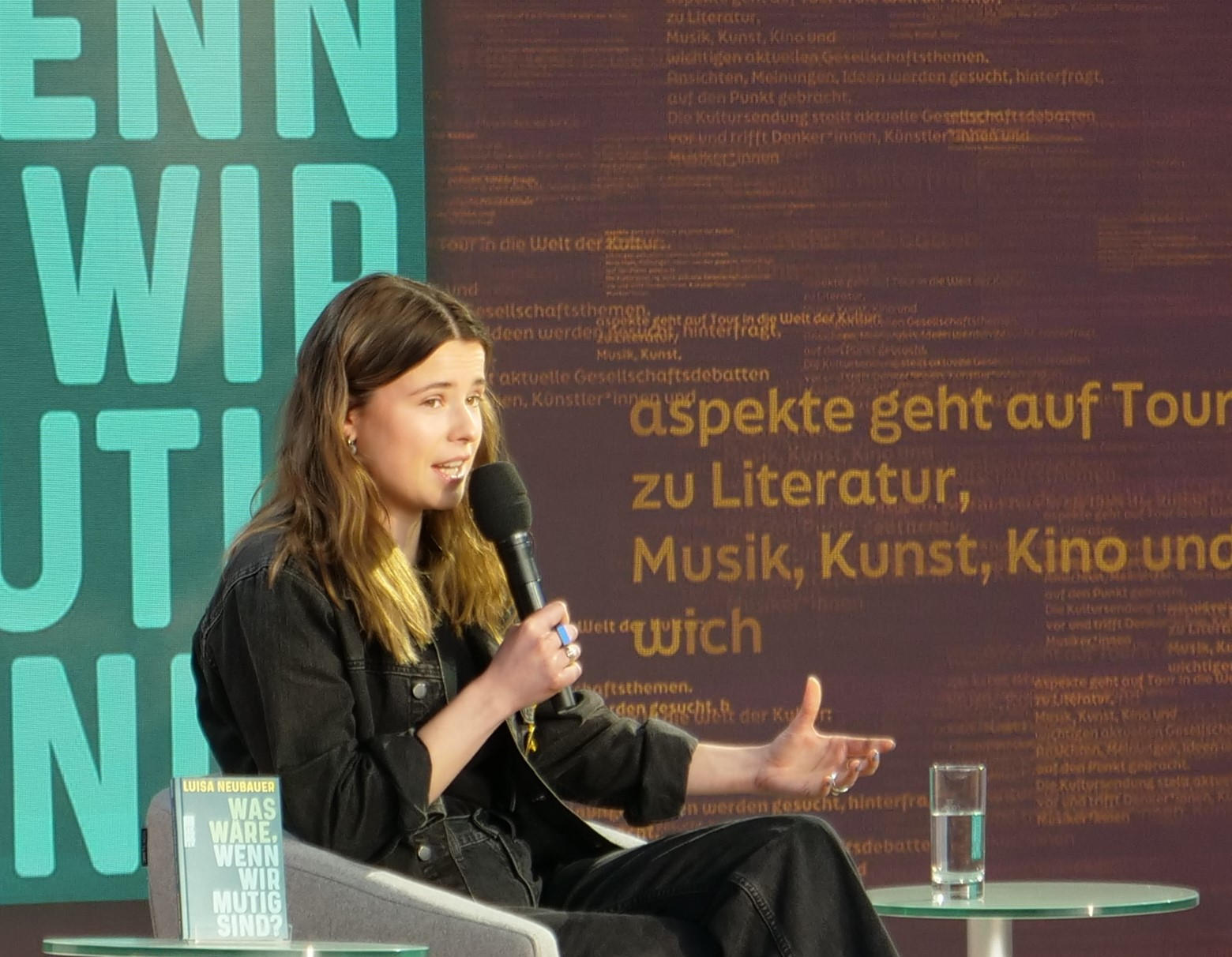
Luisa Neubauer bei der Vorstellung von „Was wäre, wenn wir mutig sind“ auf der Leipziger Buchmesse am 27. März 2025

Im Oktober 2019 veröffentlichte Neubauer zusammen mit Alexander Repenning das Buch Vom Ende der Klimakrise – Eine Geschichte unserer Zukunft. In ihrer den Possibilisten gewidmeten Abhandlung zum menschengemachten Klimawandel untersuchen Neubauer und Reppening Entstehungsursachen und Zukunftsperspektiven der Klimakrise, ausgehend von der Frage: „Was tun, wenn man mitten in der größten Krise der Menschheit steckt und niemand handelt?“
Gemeinsam mit Bernd Ulrich publizierte Neubauer im Juli 2021 das Buch Noch haben wir die Wahl – Ein Gespräch über Freiheit, Ökologie und den Konflikt der Generationen. Es ist als Dialog angelegt, was bedeute „sich gegenseitig beim Denken zu helfen, sich streitend fortzubewegen, eine Art Provisorium des Fundamentalen zu schaffen.“ Aus beider Sicht geht es um die Bewältigung „einer dreifachen ökologischen Krise: Pandemien, Artensterben und die Erderhitzung“. Aus Sicht der Rezensentin Laura Harff verdienen vor allem die Überlegungen Ulrichs und Neubauers zum „alten und verengten Freiheitsbegriff“ besondere Aufmerksamkeit. Freiheit sei nicht gleichbedeutend mit Gewohnheitsrechten oder Konsumfreiheit und umfasse keineswegs das Recht „auf das tägliche Stück Fleisch auf dem Teller, den Flitzer in der Garage oder den 30-Euro-Flug nach Mallorca.“
Mit ihrer Großmutter Dagmar Reemtsma veröffentlichte Neubauer im Oktober 2022 das Buch Gegen die Ohnmacht. Meine Großmutter, die Politik und ich. In einem Doppelinterview mit der Zeit äußerten sich die Autorinnen u. a. zum Anliegen der Publikation und zum Titelthema Ohnmacht. Es gehe ihnen u. a. darum, ein aktives Verhältnis „zu unseren Vergangenheiten herzustellen, um das 20. und 21. Jahrhundert miteinander zu verknüpfen.“ Von Ohnmachtsgefühlen bezüglich ihres jeweils ausgeprägten zivilgesellschaftlichen Engagements wurden gelegentlich beide beschlichen, die Großmutter mehr noch als die Enkelin. Neubauer betrachtet Ohnmacht unter dem Aspekt der Folgewirkung, dass einem alles egal werde. Sie sauge „aus den Dingen ihre Nuancen“ heraus, lasse Spielräume unerkennbar werden, mache Unterschiede unkenntlich. „In ihrer Einförmigkeit wirkt sie lähmend, und in der Lähmung erkennt man nicht mehr, wie man handeln könnte.“

### Weitere Engagements
Von Juni 2017 bis März 2019 schrieb Neubauer als ONE-Jugendbotschafterin für die deutsche Ausgabe der Huffpost. Zudem verfasste sie als Gastautorin Beiträge für mehrere Onlinemagazine, beispielsweise für den Blog des WWF.
Von September 2019 bis November 2020 hatte Neubauer eine Kolumne im Stern. Im wöchentlichen Wechsel mit dem Philosophen Richard David Precht, dem Sozialpsychologen Harald Welzer und der Kulturwissenschaftlerin Aleida Assmann schrieb sie unter dem Motto „Auf dem Weg nach morgen“.
Seit November 2020 moderiert Neubauer den Spotify-Podcast 1,5 Grad, der im Juni 2021 mit dem Deutschen Podcastpreis in der Kategorie Beste*r Newcomer*in ausgezeichnet wurde.
Im September 2021 berief die Wochenzeitung Die Zeit Neubauer in ihren Green Council, der das Ressort Green mit Ideen, Kritik und eigenen Beiträgen unterstützen soll.

## Veröffentlichungen
- mit Alexander Repenning: Vom Ende der Klimakrise – Eine Geschichte unserer Zukunft. Tropen Verlag, Stuttgart 2019, ISBN 978-3-608-50455-2.
- mit Bernd Ulrich: Noch haben wir die Wahl – Ein Gespräch über Freiheit, Ökologie und den Konflikt der Generationen. Tropen Verlag, Stuttgart 2021, ISBN 978-3-608-50520-7.
- mit Dagmar Reemtsma: Gegen die Ohnmacht. Meine Großmutter, die Politik und ich, Tropen Verlag, Stuttgart 2022, ISBN 978-3-608-50163-6.
- mit Ole Häntzschel & Christian Endt: Der Klima-Atlas. 80 Karten für die Welt von morgen, Rowohlt, Hamburg 2024, ISBN 978-3-498-00705-8.
- Was wäre, wenn wir mutig sind?, Rowohlt, Hamburg 2025, ISBN 978-3-499-01496-3

## Auszeichnungen
- 2021: Deutscher Solarpreis in der Kategorie Sonderpreis für persönliches Engagement als Botschafterin für Erneuerbare Energien und den Klimaschutz[109]
- 2022: Time 100 Next[110]
- 2022: Seminar für Allgemeine Rhetorik der Universität Tübingen: Auszeichnung Rede des Jahres 2022 für ihre Ansprache auf dem Parteitag der Grünen am 16. Oktober 2022.
- 2023: Ökumenischer Predigtpreis in der Kategorie „Lebenswerk“[111]
- 2024: Hamburger Ehren-Schleusenwärterin[112]